# Финале Купа европских шампиона 1991.
Финале Купа шампиона 1991. одржано је на стадиону Свети Никола у Барију 29. маја 1991. Утакмица је играна између Црвене звезде и Олимпика из Марсеља. Након регуларних деведесет минута и продужетака није било голова. Победник је одлучен једанаестерцима где је свих 5 играча београдског тима било прецизно а Мануел Аморос је промашио пенал за Олимпик. Тако је Црвена звезда освојила своју прву и за сада једину титулу у Купу европских шампиона. Овај тријумф се данас сматра највећим успехом српског и југословенског клупског фудбала.
Руководство је играчима Олимпика обећало награду од по 300.000 долара уколико освоје трофеј.
У 2011. години је одлучено да играчи наступају у дресовима који су реплика оних из 1991. године. Дресови су дизајнирани по узору на дрес Слободана Маровића, јединог играча који га је сачувао за себе.

## Пут до финала

### Црвена звезда
| Фаза такмичења   | Противник      | Прва утакмица   | Друга утакмица                  | Укупни резултат |
| ---------------- | -------------- | --------------- | ------------------------------- | --------------- |
| Предтакмичење    | Грасхопер      | 1 - 1 (домаћин) | 4 - 1 (гост)                    | 5 - 2           |
| Осмина финала    | Ренџерс        | 3 - 0 (домаћин) | 1 - 1 (гост)                    | 4 - 1           |
| Четвртина финала | Динамо Дрезден | 3 – 0 (домаћин) | 2 – 1 (гост) ***(3:0 службено)1 | 6 – 0           |
| Полуфинале       | Бајерн Минхен  | 2 – 1 (гост)    | 2 – 2 (домаћин)                 | 4 – 3           |

Црвена звезда се квалификовала за Куп Европских шампиона 1990/91. одличном игром у Савезној лиги Југославије за сезону 1989/90., где су били прваци, и освајањем купа исте године. Најбољи стрелац лиге и екипе је био Дарко Панчев са 25 постигнутих голова. Миодраг Белодедић је могао да наступа за Звезду у овој сезони и ван пријатељских мечева, после истицања суспензије због проблема са уговором након бекства из Румуније, којом је тада још увек владао Чаушеску.
На почетку пута до европске титуле Црвена звезда је морала да прође кроз Цирих. Ривал Београђанима био је швајцарски шампион Грасхопер. Иако је квалитет био драстично на страни српског тима, дуел није био лак. То се посебно односи на прву утакмицу на Маракани која је завршена 1: 1. Такав расплет позитивно се одразио на тим Љупка Петровића, па су ствари постављене на место већ у реваншу у Цириху - тријумф од 4: 1, головима Панчева, Просинечког два пута и Радиновића.
Жреб ривалу у другом колу донео је шкотски Ренџерс, а већ тада се видело да Звезда може далеко да оде. То се, пре свега, односило на први меч у Београду који је решен убедљивих 3: 0 (аутогол Браун, Просинечки и Панчево). Реванш у Глазгову завршен је резултатом 1: 1, па се може рећи да су црвено-бели рутина. Изборили су пролеће у Европи, тамо им је први противник био Динамо Дрезден, последњи представник Источне Немачке у Купу шампиона. Коначни исход је био још убедљивији у односу на претходну рунду. Прво су Просинечки, Бинић и Савићевић донели победу у Београду (3: 0), а онда су Савићевић и Панчев у Немачкој потврдили пласман у полуфинале (2: 1), 1 - међутим меч је регистрован 3:0 у корист Звезде, јер су у 78. минуту навијачи Динама из Дрездена почели да праве велике нереде и немире на стадиону и да убацују предмете на терен, па је меч прекинут.
Последња препрека ка финалу био је минхенски Бајерн, звезда је у првом мечу у Минхену направила одличну основу за пролаз. Победу од 2: 1, после преокрета на Олимпијском стадиону, донели су Панчев и Савићевић, Звезда је такође сјајну игру из Минхена пренела у Београд. Реванш је почео сјајно, пошто је Михајловић довео црвено-беле у вођство у 24. минуту, али драма је била неизбежна. Баварци су у наставку преокренули преко Аугенталера и Тона, да би на крају аутогол Аугенталера у 90. минуту донео Звезди велико финале.

### Олимпик Марсељ
| Фаза такмичења   | Противник      | Прва утакмица   | Друга утакмица                      | Укупни резултат |
| ---------------- | -------------- | --------------- | ----------------------------------- | --------------- |
| Предтакмичење    | Динамо Тирана  | 5 - 1 (домаћин) | 0 - 0 (гост)                        | 5 - 1           |
| Осмина финала    | Лех Познањ     | 2 - 3 (гост)    | 6 - 1 (домаћин)                     | 8 - 4           |
| Четвртина финала | Милан          | 1 – 1 (гост)    | 1 – 0 (домаћин) (***3:0 службено 2) | 4 – 1           |
| Полуфинале       | Спартак Москва | 3 – 1 (гост)    | 2 – 1 (домаћин)                     | 5 – 2           |

Олимпик Марсељ је у сезони 1990/91 променио 3 тренера: при почетку сезоне, у септембру, екипу напушта тренер Жерар Жили, па екипу до јануара 1991. тренира Франц Бекенбауер, да би од јануара екипу предводио Рајмон Гуталс. За екипу су наступали тада најбољи стрелац лиге Жан-Пјер Папен који је постигао 23 гола, Абеди Пеле, офанзивни везни који је играо врхунске мечеве за Марсељ, и Крис Водл, који је био у то време трећи најплаћенији играч света са £4.5 милиона фунти, и кога су навијачи Олимпика из Марсеља изгласали за другог најбољег играча екипе за 20. век, иза Жан-Пјер Папена. Те године су освојили првенство Француске, и тесно изгубили од Монака у купу. У екипу је за лето 1990. дошао Пикси који је за екипу Црвене звезде изјавио: "Видимо се у финалу", Басил Боли стиже из Оксера као слободан агент, и голман Паскал Олмета долази такође као слободан агент. Ерик Кантона је био у екипи, и дао је 8 голова, међутим није се добро слагао са тренером Гуталсом, и искусни Жан Тигана је такође био расположив.
Марсељ поход ка финалу започиње победом од 5:1 против Динама из Тиране на Велодрому уз хет-трик Папена, и по гол Кантоне и Веркрујса, док за госте гол постиже Ермал Тахири са беле тачке у 89. минуту. Реванш у Тирани се завршио без голова. На гостовању Леху у Познању су изгубили 3:2, да би у Марсељу уз хет-трик Веркрујса, по гол Папена, Тигане и Болија победили са 6:1, пошто је гол за Лех из Познања постигао Јаколцевич из пенала у 59. минуту. У полуфиналу на Сан Сиру је било нерешено, уз по гол Руда Гулита и Папена. У реваншу на Велодрому Крис Водл даје гол у 75. минуту, и до надокнаде времена је то био једини гол, 2 - међутим након што су у надокнади времена два рефлектора престала да раде, а видљивост драстично опала, након 15 минута чекања да се рефлектори поправе, директор Милана Адријано Галијани је одбио да пошаље екипу назад на терен, након чега УЕФА суспенује Милан на годину дана учешћа на Европским такмичењима, а Галијанија суспендује на 2 године вршења званичних дужности у Милану. Меч је завршен службеним резултатом 3:0 за Олимпик из Марсеља. У полуфиналу је Спартак из Москве поражен код куће резултатом 1:3, па је на Велодрому поново изгубио, овај пут 2:1.

## Финале

### Период уочи финала
Екипа Црвене звезде је стигла у Италију неуобичајено рано, 23. маја 1991. у уторак, 6 дана пред финале. Базу је успоставила у граду Монополи (Бари) где су играчи одсели у хотелу Ил Мелограно, и тренирали на терену локалног ФК Монополи-ја. Због великог интересовања богатијих Европских клубова, менаџмент клуба је ставио играче у полу-карантин одмах по доласку у Италију, како би играчи били фокусирани на предстојећи меч. Били су одвојени од супруга и девојака, нису могли да примају позиве у хотелу у коме су одседали, мада су играчи могли да обављају одлазеће позиве из хотела.
Током наредних дана је клуб организовао превоз велике навијачке подршке у виду легенди и бивших играча клуба, као и познатих личности, па су легенде клуба Драгослав Шекуларац и  Рајко Митић, значајни бивши играчи Срђан Мркушић, Станислав Караси, Живорад Јевтић, бивши тренер Миша Павић, као и јавне личности попут Љубе Тадића, Ивана Бекјарева, Боре Ђорђевића итд биле присутне у Италији. Процењује се да је Звезда на овој утакмици имала више од 20.000 навијача.

### Финале
Најбољи опис тока утакмице је дао актер тог меча Синиша Михајловић, који се у интервјуу за Спортал, 12. септембра 2011. између осталог осврнуо и на то финале: 
"Памтим добро тај меч. Мислим да је то било најдосадније финале у историји Купа шампиона. Открићу вам нешто: Чак нас седам из првог тима је само неколико сати пред меч добило касете са утакмицама Олимпика. Сећам се да је тада Љупко Петровић рекао: "Уколико их нападнемо, оставићемо им места за контранападе". Одмах сам га питао шта да радимо онда, да би он казао: "Када имате лопту, вратите им је". Провели смо 120 минута на терену скоро без пипања лопте. Отишло је касније у пенале, а Аморос је промашио први, док смо ми погодили сваки. Да смо се надигравали са њима, онда бисмо сигурно изгубили. Не због тога што су они били јачи од нас, већ због тога што су навикли да играју такве мечеве. Имали смо у тиму децу од 21, 22, и 23 године и нису нам даване велике шансе. Било је тешко чути тренера који нам говори да би требало да им препуштамо лопту. Ипак, прихватили смо сви тренерову реч, јер је то морало да се поштује. То је ствар културе. У Источној Европи, укључујући и Русију, није било толико демократије колико је било у Италији и Шпанији. Играчи су били као војници."
Играчи Црвене звезде су реализовали сваки пенал, док је Аморос промашио први пенал за Марсељ. Драган Стојковић Пикси, који је ушао у 112. минуту продужетка, одбија да шутира пенал за Марсељ против Звезде.
| Црвена звезда | 0 - 0 (про) (5 - 3 пен.) | Олимпик Марсељ |
| ------------- | ------------------------ | -------------- |
|               |                          |                |

| Црвена звезда | Марсељ |

|                                                                                          |       | ПЕНАЛИ                                                        |  |  |  |
| Роберт Просинечки · Драгиша Бинић · Миодраг Белодедић · Синиша Михајловић · Дарко Панчев | 5 - 3 | Мануел Аморос · Бернар Казони · Жан-Пјер Папен · Карлос Мозер |  |  |  |
| Црвена звезда је прва шутирала                                                           |       |                                                               |  |  |  |
|                                                                                          |       |                                                               |  |  |  |

| Црвена звезда:                                 |    |                       |     |     |
|                                                |    |                       |     |     |
| GK                                             | 1  | Стеван Стојановић (к) |     |     |
| CM                                             | 2  | Владимир Југовић      |     |     |
| LB                                             | 3  | Слободан Маровић      | 61’ |     |
| RB                                             | 4  | Рефик Шабанаџовић     |     |     |
| CB                                             | 5  | Миодраг Белодедић     |     |     |
| CB                                             | 6  | Илија Најдоски        |     |     |
| AM                                             | 7  | Роберт Просинечки     |     |     |
| CM                                             | 8  | Синиша Михајловић     | 40’ |     |
| CF                                             | 9  | Дарко Панчев          |     |     |
| AM                                             | 10 | Дејан Савићевић       |     | 84’ |
| CF                                             | 11 | Драгиша Бинић         | 26’ |     |
| Измене:                                        |    |                       |     |     |
| GK                                             | 12 | Милић Јовановић       |     |     |
| CM                                             | 13 | Ивица Момчиловић      |     |     |
| CB                                             | 14 | Раде Тошић            |     |     |
| AM                                             | 15 | Влада Стошић          |     | 84’ |
| CF                                             | 16 | Владан Лукић          |     |     |
| Тренер:                                        |    |                       |     |     |
| Љупко Петровић Помоћне судије: Четврти судија: |    |                       |     |     |

| Олимпик Марсељ: |    |                    |     |      |
|                 |    |                    |     |      |
| GK              | 1  | Паскал Олмета      |     |      |
| RWB             | 2  | Мануел Аморос      |     |      |
| LWB             | 3  | Ерик ди Меко       |     | 112’ |
| CB              | 4  | Базиле Боли        | 28’ |      |
| CB              | 5  | Карлос Мозер       |     |      |
| CM              | 6  | Бруно Жермен       |     |      |
| CB              | 7  | Бернар Казони      |     |      |
| RF              | 8  | Крис Водл          |     |      |
| CF              | 9  | Жан-Пјер Папен (к) |     |      |
| LF              | 10 | Абеди Пеле         |     |      |
| CM              | 11 | Лоран Фурније      |     | 75’  |
| Измене:         |    |                    |     |      |
| AM              | 12 | Драган Стојковић   |     | 112’ |
| AM              | 13 | Филип Веркрујс     |     | 75’  |
| CM              | 14 | Жан Тигана         |     |      |
| RB              | 15 | Ерик Мура          |     |      |
| GK              | 16 | Ален Касанова      |     |      |
| Тренер:         |    |                    |     |      |
| Рајмон Геталс   |    |                    |     |      |

## Победнички тим
| Куп шампиона 1991.        |
| ------------------------- |
| Црвена звезда (1º титула) |

## Период након финала
Звезда је освојила и Интерконтинентални куп 1991. где су победили Коло Коло из Чилеа, Дарко Панчев осваја Златну копачку за ту сезону, међутим следеће сезоне КЕШ-а испада у додатој групној фази такмичења, осваја домаће првенство, али због околности распада Југославије су ту лигу напустили Хрватски и Словеначки тимови, да би је у сезони 1991/92 напустили и босански. Из екипе одлазе тренер Љупко Петровић, Просинечки и голман Стојановић, да би сезоне после тога Савићевић, Панчев и Михајловић били продати.
Олимпик из Марсеља је наредних година наставио да доминира у Француском првенству, освојивши две титуле првака заредом, били су близу освајања и купа, да би 1993. освојили и КЕШ, али због скандала око намештања са Валенсијеном били кажњени одузимањем титуле домаћег првенства за сезону 1992/93, онемогућени да учествују у КЕШ-у у 1994, али су задржали титулу Европског шампиона из 1993.

## Занимљивости
- Закључно са 12. мартом 2023. је ово последње финале овог такмичења у коме су оба финалиста играла своје прво финале.
- Једини играч Црвене звезде који је сачувао свој дрес са утакмице је Слободан Маровић. Владан Лукић је свој бацио у трибине навијачима, док је сваки остали играч Звезде оставио свој дрес некоме у Барију. По узору на Маровићев дрес је 2011. направљена верна копија тих дресова који су играчи носили током сезоне.[4]
- Ово је друго финале овог такмичења које је играо неки клуб из Југославије, после Партизана и финала 1966, и прво и за сада једино које је неки клуб са тих простора освојио.
- Љупко Петровић није тренирао екипу током Интерконтиненталног купа 1991.
- Пре овог финала је Звезда имала шансу за триплу круну, али је у финалу Купа за ту сезону 8. маја 1991. изгубила од Хајдука из Сплита са 1:0. На тој утакмици је било доста тензија, а познат је и као почетак сукоба Игора Штимца и Синише Михајловића.[16]
- Југословенски репортери са стадиона Светог Николе у Барију су били Владан Стојаковић и Милојко Пантић.[17]
- Француски репортери са стадиона Светог Николе у Барију су били Тијери Ролан и Жан Мишел Ларке.[18]